# Друкарська машинка

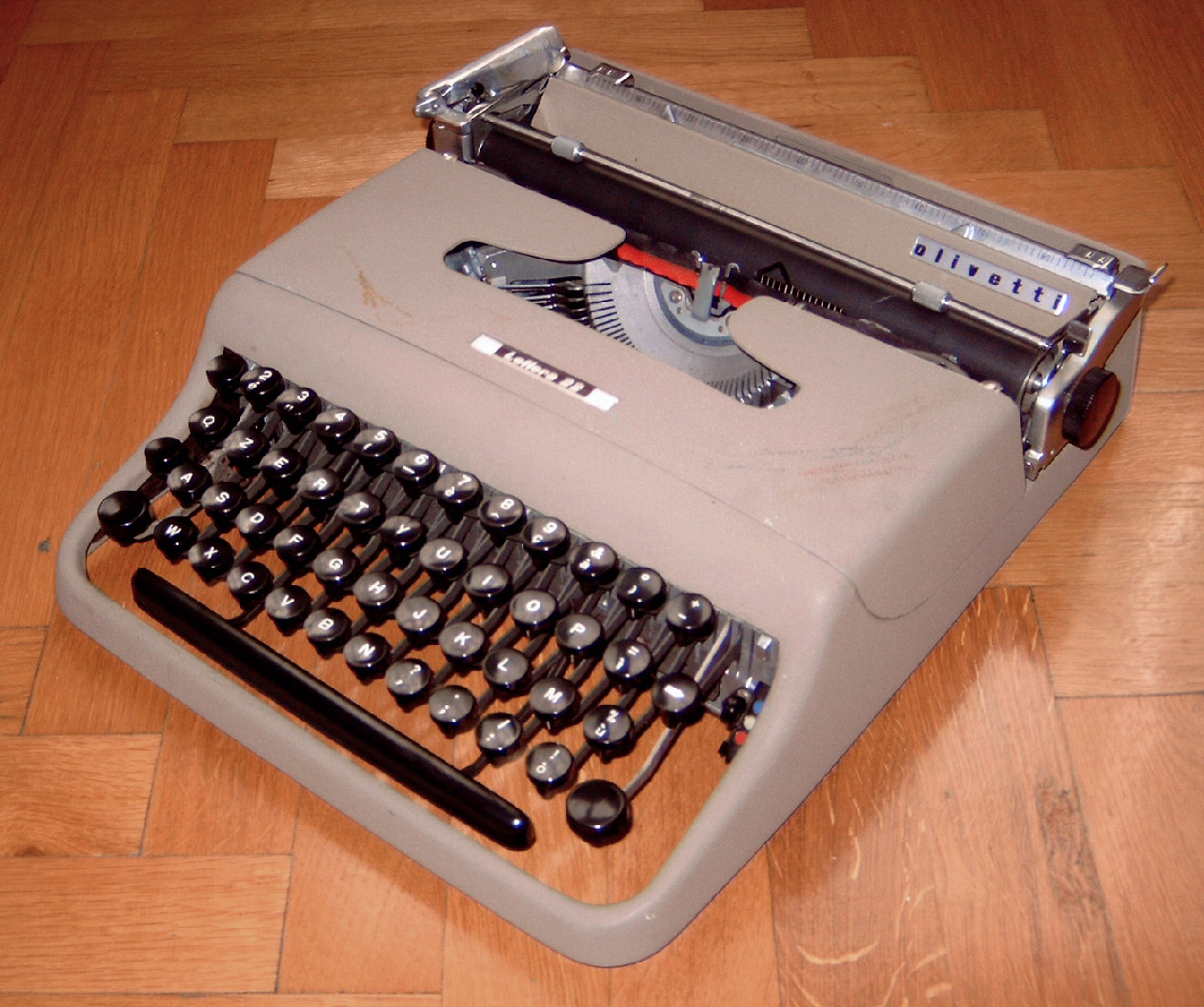
Друкарська машинка Olivetti Lettera 22

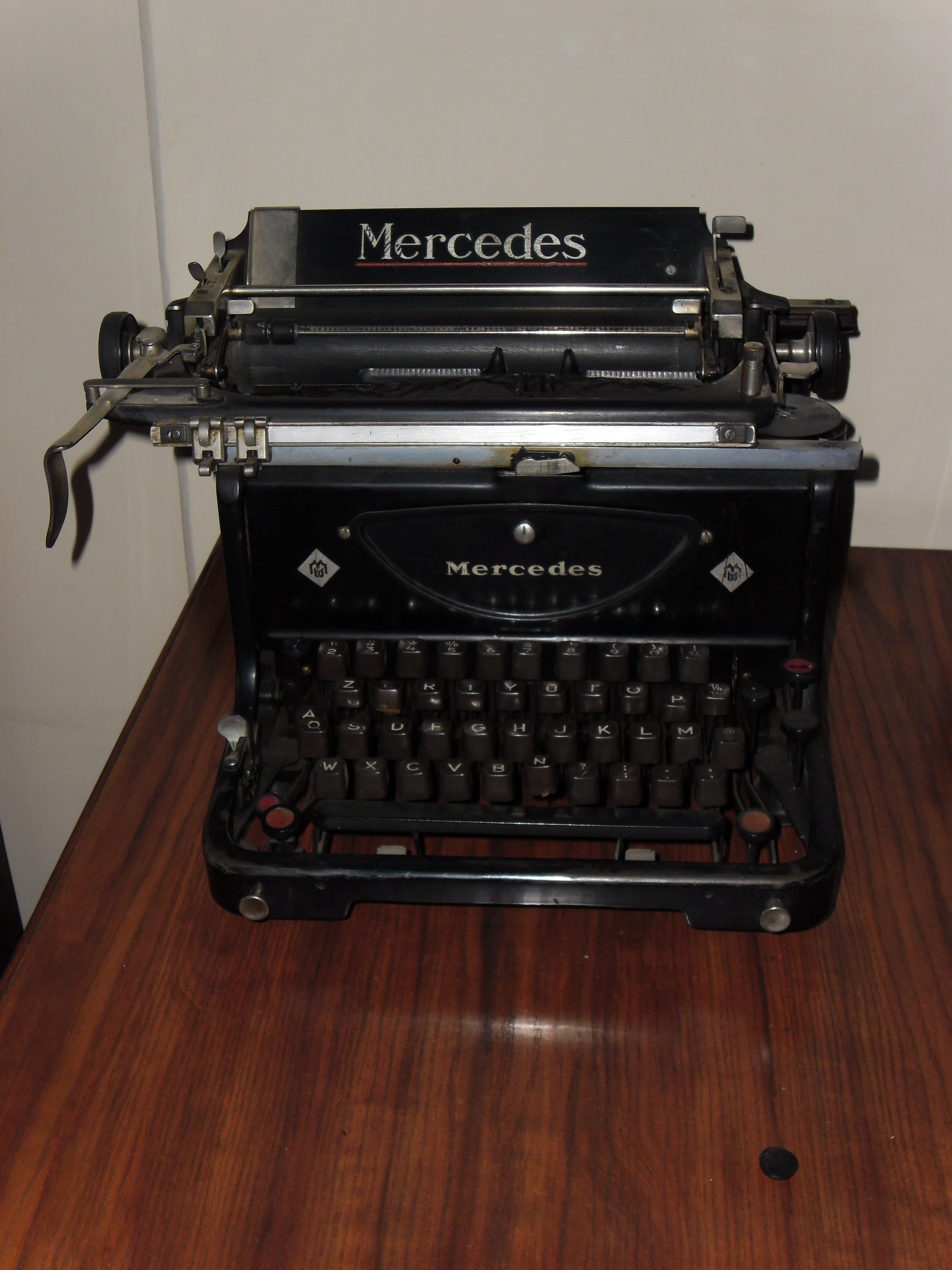
Друкарська машинка Mercedes

Друка́рська маши́нка — клавіатурна машина, призначена для відтворення символів на папері.
Найпершу з відомих конструкцій друкарських машинок запатентував Генрі Мілл в Англії 1714 року. Пізніше, 1808 року, італієць Пеллегріно Туррі виготовив друкарську машинку власної конструкції для графині Кароліни Фантоні де Фівіззоно. Мадам Кароліна не могла писати листа від руки, оскільки була сліпою, і пристрій потрібен був для того, щоб вона могла вести листування з друзями. Однак, цей зразок інженерної думки не зберігся. Докази ж існування друкарської машинки Туррі існують і сьогодні — збереглися листи графині.
Однак першу робочу друкарську машинку створили Крістофер Шоулз, Карлос Глідден і Самуель Соле 1867 року у Мілвокі, Вісконсин, США. Вона мала розмір столу, друкувала лише великими літерами, а результат друку можна було побачити лише в наприкінці, оскільки папір закладався у середину машини й був недоступним друкарці для огляду.
До 1873 року американські зброярі Ремінгтон і сини зробили за контрактом перші машини на продаж, а 1878 року запатентували машинку з перемикачем регістрів (великими та малими літерами). Першою людиною, що отримала друкарську машинку Шоулза, був Марк Твен, і він же став першою людиною у світі, яка віднесла свою публікацію («Пригоди Тома Соєра») видавцеві в друкованому вигляді. Проте, типографський історик  Деррил Рер дійшов висновку, що першим таким рукописом став збірник автобіографічних оповідань Твена «Життя на Міссісіпі». Втім, сам він нічого не друкував — цю важку роботу виконувала друкарка, яка просто передрукувала написаний від руки твір за допомогою новітнього пристрою.
Остання друкарська машинка була виготовлена 2011 року на фабриці «Godrej and Boyce» в Мумбаї, що була останнім у світі виробником друкарських машинок. Хоча двадцять років тому на підприємстві виготовляли понад 50 тисяч друкарських машинок на рік, за 2010 рік було продано лише 800 штук.
В Україні у Кропивницькому діяв один з найбільших у Радянському Союзі заводів друкарських машин — «Друкмаш» (марка «Ятрань»).
Друкарські машинки в Радянському Союзі (включно з «українською» Ятранню) виготовлялись переважно з російським шрифтом. Для друку текстів українською мовою замість літер «і» та «ї» друкували цифру «1». Російські літери на шрифтовій колодці могли перепаювати, заміняючи їх на українські. Іноді це був своєрідний протест проти тотальної русифікації. Дисиденти на машинках передруковували самвидав і заборонену літературу. Тому друкарські машинки у СРСР брали на облік. Зразки шрифтів усіх друкарських машинок, відбитки літер яких мали мікроскопічні відмінності, зберігались у КҐБ, щоб у разі чого можна було вирахувати походження якихось «підривних» матеріалів.